# Pearson plc
Pearson plc er et britisk multinationalt forlag og uddannelsesvirksomhed med hovedkvarter i London.
Den blev etableret som en bygge- og anlægsvirksomhed i 1844, men i 1920'erne skiftede de til forlagsvirksomhed. I 2013 blev Pearsons Penguin Books opkøbt af tyske Bertelsmann. Pearson plc ejer et af GCSE's examination boards i UK, Edexcel. Pearson er børsnoteret på London Stock Exchange og New York Stock Exchange.